# 塔雷什村
塔雷什村（波斯語：طارش，罗马化：Ţāresh），是伊朗吉兰省阿姆拉什县兰库区科吉德鄉的一个村。2006年人口普查顯示該村人口为44人，分佈在14个家庭中。